# Pichia pastoris
Espèce
Pichia pastoris est une espèce de levure de la classe des Saccharomycetes.
C'est un organisme modèle pour des études génétiques.